# Benedikt
Benedikt – miejscowość w Słowenii, siedziba gminy Benedikt. Do 1952 roku istniała pod nazwą Sveti Benedikt v Slovenskih goricah, a w latach 1952–2003 Benedikt v Slovenskih goricah.